# Shenzhou 18
Shenzhou 18 è il tredicesimo volo spaziale cinese con equipaggio. È stato lanciato il 25 aprile 2024 dal Centro spaziale di Jiuquan a bordo di un lanciatore Lunga Marcia 2F. L'equipaggio è composto da tre astronauti del People's Liberation Army Astronaut Corps (PLAAC), il comandante Ye Guangfu, l'operatore Li Cong e l'operatore dei sistemi di bordo Li Guangsu. Lo scopo della missione è raggiungere la stazione spaziale Tiangong dove l'equipaggio trascorrerà sei mesi per svolgere ricerca scientifica e manutenere la stazione Tiangong.

## Equipaggio
| Ruolo                 | Equipaggio                    | Equipaggio                    |
| --------------------- | ----------------------------- | ----------------------------- |
| Comandante            | Ye Guangfu, CNSA Secondo volo | Ye Guangfu, CNSA Secondo volo |
| Operatore             | Li Cong, CNSA Primo volo      | Li Cong, CNSA Primo volo      |
| Operatore dei sistemi | Li Guangsu, CNSA Primo volo   | Li Guangsu, CNSA Primo volo   |

## Missione

### Lancio e attracco
Il lancio avvenne il 25 aprile 2024 alle 12:59 dal Centro spaziale di Jiuquan a bordo di un lanciatore Lunga Marcia 2F. Il viaggio verso la stazione Tiangong durò sette ore, culminato con l'attracco al boccaporto nadir di Tianhe avvenuto alle 19:32. L'equipaggio darà il cambio all'equipaggio della Shenzhou 17 che, dopo aver trascorso sei mesi in orbita, lascerà la Tiangong il 30 aprile 2024.